# Mistrzostwa Świata w Kolarstwie Przełajowym 1965
16. Mistrzostwa Świata w Kolarstwie Przełajowym 1965 odbyły się we włoskiej miejscowości Cavaria con Premezzo, 14 lutego 1965 roku. Rozegrano tylko wyścig mężczyzn w kategorii zawodowców.

## Medaliści
| Konkurencja:               | Złoto:       | Czas    | Srebro:        | Czas     | Brąz:            | Czas     |
| Klasyfikacja mężczyzn      |              |         |                |          |                  |          |
| Zawodowcy (14 lutego 1965) | Renato Longo | 58:23 m | Rolf Wolfshohl | + 0:13 m | Amerigo Severini | + 1:21 m |

## Szczegóły
| Medal | Zawodnik         | Narodowość | Czas    |
| ----- | ---------------- | ---------- | ------- |
|       | Renato Longo     | Włochy     | 58:23 m |
|       | Rolf Wolfshohl   | RFN        | + 0:13  |
|       | Amerigo Severini | Włochy     | + 1:21  |
| 4     | Roger De Clercq  | Belgia     | + 2:09  |
| 5     | Amelio Mendijur  | Hiszpania  | + 3:06  |
| 6     | Albert Van Damme | Belgia     | + 3:32  |
| 7     | Pierre Bernet    | Francja    | + 3:45  |
| 8     | Léon Scheirs     | Belgia     | + 3:46  |
| 9     | Joseph Mahé      | Francja    | + 3:50  |
| 10    | Huub Harings     | Holandia   | + 4:26  |

## Tabela medalowa
| Miejsce | Państwo |   |   |   |   |
| ------- | ------- | - | - | - | - |
| 1.      | Włochy  | 1 | 0 | 1 | 2 |
| 2.      | RFN     | 0 | 1 | 0 | 1 |